# Cleo (Disney)
Cleo è un personaggio immaginario dell'universo Disney. È un pesce rosso femmina apparso per la prima volta nel lungometraggio d'animazione Pinocchio del 1940 e successivamente in altre opere, anche come pesce di Minni.
Nel film l'animazione del personaggio è stata pianificata e sviluppata da Eric Larson.
Il personaggio non ha alcun doppiatore, in quanto muto, sebbene nell'album discografico del 1954 (Walt Disney's Mickey Mouse's Birthday Party), è stata doppiata da Pinto Colving..

## Biografia del personaggio
Cleo è il pesciolino rosso di Geppetto  (inesistente nell'opera originale di Carlo Collodi), che nel film è un fabbricante di giocattoli, e vive in una boccia di vetro collocato nella bottega dell'uomo. Compare fin dalle prime scene, quando guarda con curiosità la costruzione di Pinocchio. Si dimostra invaghita del gattino Figaro, ma non ricambiata da quest'ultimo. Gioisce quando Figaro, sotto imposizione di Geppetto, le augura simbolicamente la buonanotte dando una leccatina alla sua boccia, sul punto in cui lei era appoggiata. Alla fine del film, Figaro inizierà ad accettare la sua compagnia, prova ne sia che partecipa allo stupore e allo spavento nel vedere Pinocchio quasi tramutato in asino, guardando lei dapprima e cadendo poi nella boccia dallo spavento e quando Pinocchio diviene finalmente in carne ed ossa, il gattino manifesta la sua contentezza dandole un bacio. 
Contrariamente a Figaro, si dimostra seria e disciplinata, prova ne sia che nel punto in cui Geppetto dice "ricordate, nessuno osi mangiare prima del mio ritorno", lei obbedisce volentieri, ma Figaro per poco non mangiava il pesce che aveva in tavola, se il pesciolino stesso non lo ammoniva facendogli le bolle richiamando la sua attenzione e facendogli cenno di no con le pinne.

## Altri media

### Animazione
- Cleo è il protagonista insieme al gatto Figaro del cortometraggio Figaro e Cleo (Figaro and Cleo) del 1943.

- Cleo fa un'apparizione all'inizio del film Bongo e i tre avventurieri (1947)[4]. Nel doppiaggio italiano però, Il Grillo Parlante la chiama "figliolo".

- Cleo fa delle apparizioni cameo nel film Chi ha incastrato Roger Rabbit (1988) e nella serie televisiva Aladdin quando il Genio, vestito da Geppetto, si trova dentro la pancia della balena, nonché in Once Upon a Studio .

- Come molti altri personaggi Disney, fa delle apparizioni occasionali anche nella serie House of Mouse - Il Topoclub, oltre che nei film Il bianco Natale di Topolino - È festa in casa Disney (2001) e Topolino & i cattivi Disney (2002).

- Cleo, riappare animata in CGI nel remake del 2022, Pinocchio, ha l'identico ruolo del film originale.

### Fumetti
- Cleo compare inoltre nella serie a fumetti Darkwing Duck (n. 7).

### Videogiochi
- Cleo compare nel videogioco Pinocchio del 1995, fa un cameo in La rivincita dei Cattivi e nei videogiochi Kingdom Hearts del 2002 e Kingdom Hearts 3D: Dream Drop Distance del 2010, nel mondo Il Paradiso dei monelli.

## Accoglienza
Il personaggio di Cleo viene definito "un sogno" e uno dei personaggi "beniamini" della storia di Pinocchio, diventando insieme a Figaro un personaggio molto popolare. Viene considerato uno dei pesciolini rossi più significativi fra quelli apparsi nella finzione narrativa.